# Adrian (restaurant)
Adrian was een restaurant in de Reguliersdwarsstraat in Amsterdam. Het had een Michelinster in de periode 1967-1970. Het voerde de Franse keuken.